# 단풍취

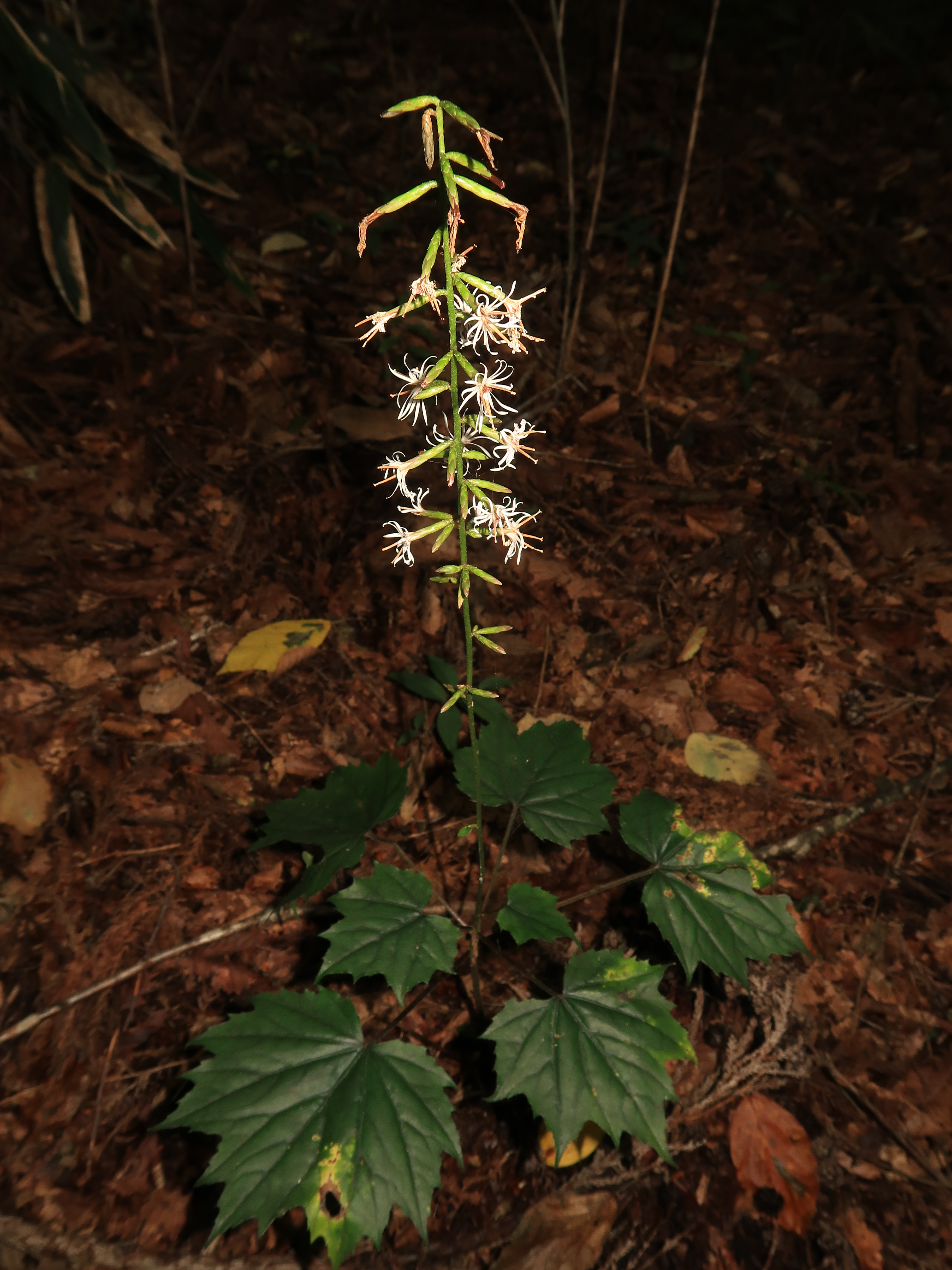

단풍취는 숲속 그늘에서 자라는 국화과의 여러해살이풀이다. 줄기는 높이가 35~80cm이고 가지가 없고 긴 갈색 털이 나 있다.잎은 잎자루가 길며 4~7장이 원줄기 가운데에 돌려나기하듯 난다. 어린순은 나물로 먹는다. 열매에는 갈색 갓털이 있어 바람을 타고 퍼지며,어린순은 나물로 먹는다.
괴발딱취, 장이나물, 괴불딱취, 축엽토궤풍이라 부르기도 한다. 잎사귀 모양이 단풍나무 잎과 비슷하기에 단풍취라고 부르게 된 듯하다. 7-9월에 흰 꽃이 피는데 원줄기 끝에서 이삭과 같은 모양으로 달린다.
속명은 Ainsliaea는 이탈리아 Whitelaw Ainslie를 기념하기 위하여 지은 이름이라 한다.
변종으로 가야단풍취(Ainsliaea acerifolia var. subapoda Nakai)가 있다.